# Pourchères
Pourchères település Franciaországban, Ardèche megyében. Lakosainak száma 137 fő (2022. január 1.). Pourchères Ajoux, Creysseilles, Gourdon, Saint-Priest és Veyras községekkel határos.

## Népesség
A település népességének változása:
| Lakosok száma | 94   | 86   | 117  | 130  | 148  | 136  | 131  | 134  | 135  | 137  |
|               | 1968 | 1982 | 1990 | 2006 | 2013 | 2015 | 2017 | 2019 | 2020 | 2022 |